# Резолюция Совета Безопасности ООН 1524
Резолюция Совета Безопасности Организации Объединенных Наций 1524, принятая единогласно 30 января 2004 года после подтверждения всех резолюций по Абхазии и Грузии, в частности Резолюции 1494 (2003 года). Совет продлил мандат Миссии наблюдателей Организации Объединенных Наций в Грузии (МООННГ) до 31 июля 2004 года.

## Резолюция

### Наблюдения
В преамбуле резолюции Совет Безопасности подчеркнул, что отсутствие прогресса в урегулировании между двумя сторонами недопустимо. Он осудил сбитие вертолета МООННГ в октябре 2001 года, в результате которого погибли девять человек, и выразил сожаление по поводу того, что виновные в нападении не установлены. Приветствовался вклад миротворческих сил МООННГ и Содружества Независимых Государств (СНГ) в регион в дополнение к мирному процессу под руководством Организации Объединенных Наций. В январе 2004 года в Грузии были проведены президентские выборы, новое руководство было поощрено к достижению урегулирования.

### Деяния
Совет Безопасности приветствовал политические усилия по урегулированию ситуации, в частности «Основные принципы распределения полномочий между Тбилиси и Сухуми» для облегчения переговоров между Грузией и Абхазией. Он выразил сожаление в связи с отсутствием прогресса в переговорах о политическом статусе и отказом Абхазии обсудить документ, а также призвал обе стороны преодолеть взаимное недоверие. Все нарушения Соглашения о прекращении огня и разъединении сил 1994 года были осуждены. Совет также приветствовал ослабление напряжённости в Кодорском ущелье и подписание протокола обеими сторонами 2 апреля 2002 года. Была отмечена обеспокоенность гражданского населения, и грузинской стороне было предложено гарантировать безопасность МООННГ и Войска СНГ в долине.
В резолюции содержится призыв к обеим сторонам активизировать мирный процесс, включая более широкое участие по вопросам, касающимся беженцев, внутренне перемещенных лиц, экономического сотрудничества и вопросов политики и безопасности. Он также подтвердил неприемлемость демографических изменений в результате конфликта. Абхазию, в частности, призвали улучшить правоохранительные органы, решить проблему отсутствия обучения этнических грузин на их родном языке и обеспечить безопасность возвращающихся беженцев.
Совет вновь призвал обе стороны принять меры для установления лиц, ответственных за сбитие вертолета МООННГ в октябре 2001 года. Обе стороны также попросили отмежеваться от военной риторики и демонстраций в поддержку незаконных вооруженных формирований и обеспечить безопасность персонала Организации Объединённых Наций. Кроме того, высказывались опасения по поводу ситуации с безопасностью в Гальском районе, где неоднократно совершались убийства, а также имели место похищения миротворцев МООННГ и СНГ, которые Совет осудил.